# Ernst-MAG
Ernst-MAG is een Duits historisch merk van motorfietsen.
De bedrijfsnaam was: Ernst Werke Motorenbau AG, later Schlesische Motorenbau AG, Breslau.
De eerste motorfietsen van dit motormerk verschenen in 1926 hadden 347- en 497cc-K-motoren, maar al in 1927 schakelde men over op MAG-motoren van 348- tot 996 cc.
Gezien de geschiedenis van de Duitse motorindustrie in de jaren twintig bleef Ernst-MAG nog lang bestaan: van 1926 tot 1930. Er was weinig vraag én veel concurrentie in het segment van de wat duurdere motorfietsen zoals dit bedrijf die leverde. Daar moest men het opnemen tegen grote merken als BMW en NSU en de Ernst-Werke overleefde de Grote Depressie niet.